# Arisierung in Norwegen

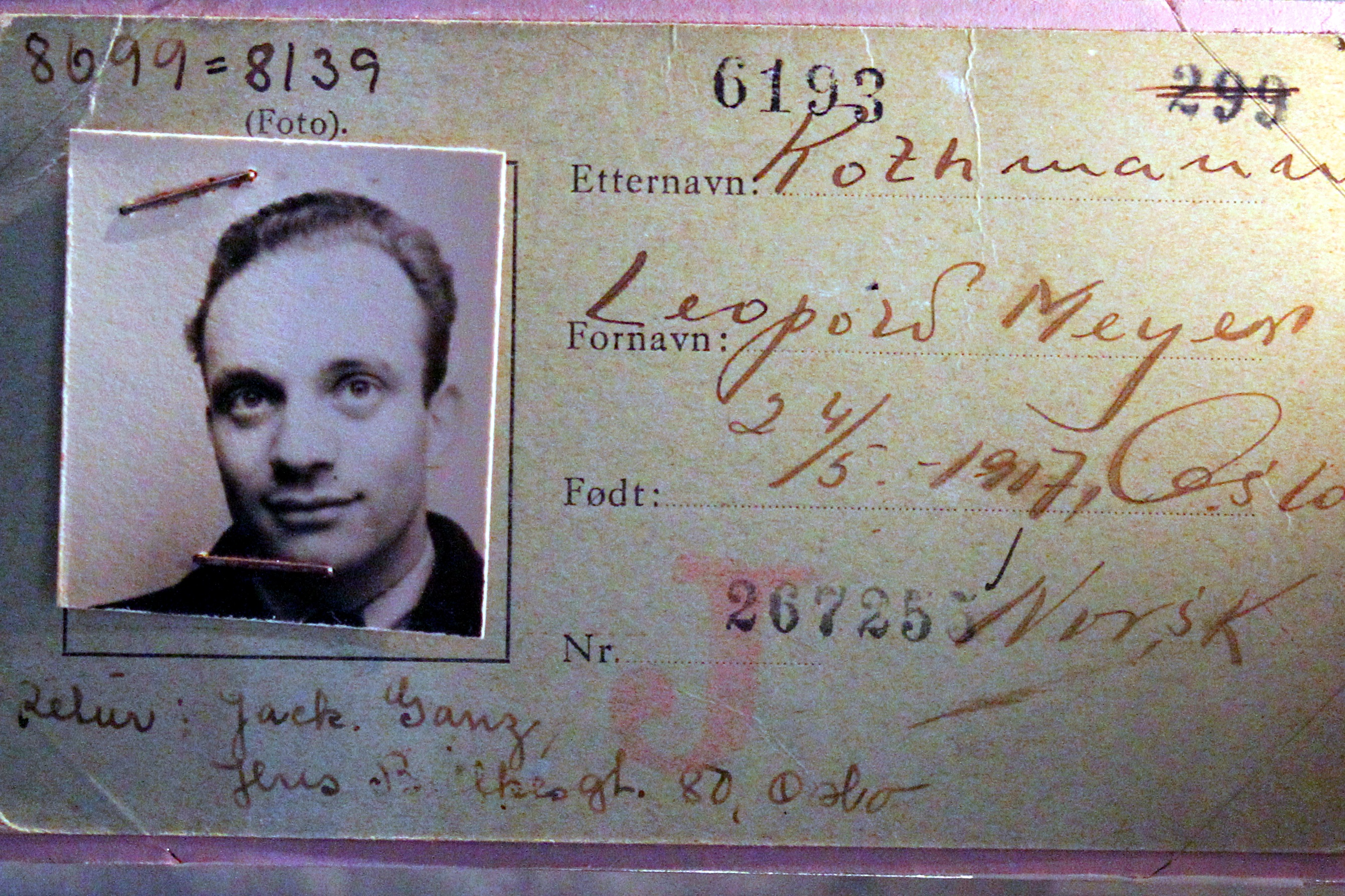
Norwegischer Pass mit dem «J»

Die Arisierung in Norwegen bezeichnet den Prozess der Ausschaltung der Juden aus dem wirtschaftlichen Leben in Norwegen während der deutschen Besatzung ab 1940. Dabei wurden den Juden die Arbeitsmöglichkeiten und ihre Vermögen entzogen.

## Hintergrund
Jahre vor dem Ausbruch des Zweiten Weltkriegs wurden in Deutschland anhand von Zeitschriften und heimlich eingeholter Informationen von Kreditauskunfteien und norwegischen Nationalsozialisten, Listen über Unternehmen in Norwegen angelegt. Darin wurde festgehalten, ob ein Unternehmen ganz oder teilweise in jüdischem Besitz war und wie stark die jüdische und die arische Belegschaft war.
Als Deutschland Norwegen am 9. April 1940 überfiel, lebten etwa 2100 Juden in Norwegen, die teilweise zuvor vor den Nationalsozialisten nach Norwegen geflohen oder norwegischer Nationalität waren. Unter deutscher Besatzung wurde eine nationalsozialistische Kollaborationsregierung unter Vidkun Quisling und dem deutschen Reichskommissar für die besetzten norwegischen Gebiete Josef Terboven eingerichtet. Diese ging zunächst nicht offen gegen Juden vor, da das primäre deutsche Interesse in der industriellen Kriegsproduktion und den Fischereierzeugnissen lag. Die Judenverfolgung unterteilte sich in drei Phasen:
- Bis Januar 1942 kam es in einer unentschlossenen Phase nur zu Informationssammlung und Einzelaktionen untergeordneter Stellen.
- Von Januar 1942 bis Oktober 1942 wurden entschiedene Vorbereitungen für ein radikales Vorgehen getroffen.
- Von Oktober 1942 bis Februar 1943 wurden die Deportationen und die Arisierung des Vermögens in rasch folgenden systematischen Schritten durch norwegische und deutsche Kräfte durchgeführt. Ein Judenstern wurde anders als in den sonstigen besetzten westeuropäischen Ländern nicht eingeführt.

## Ereignisse

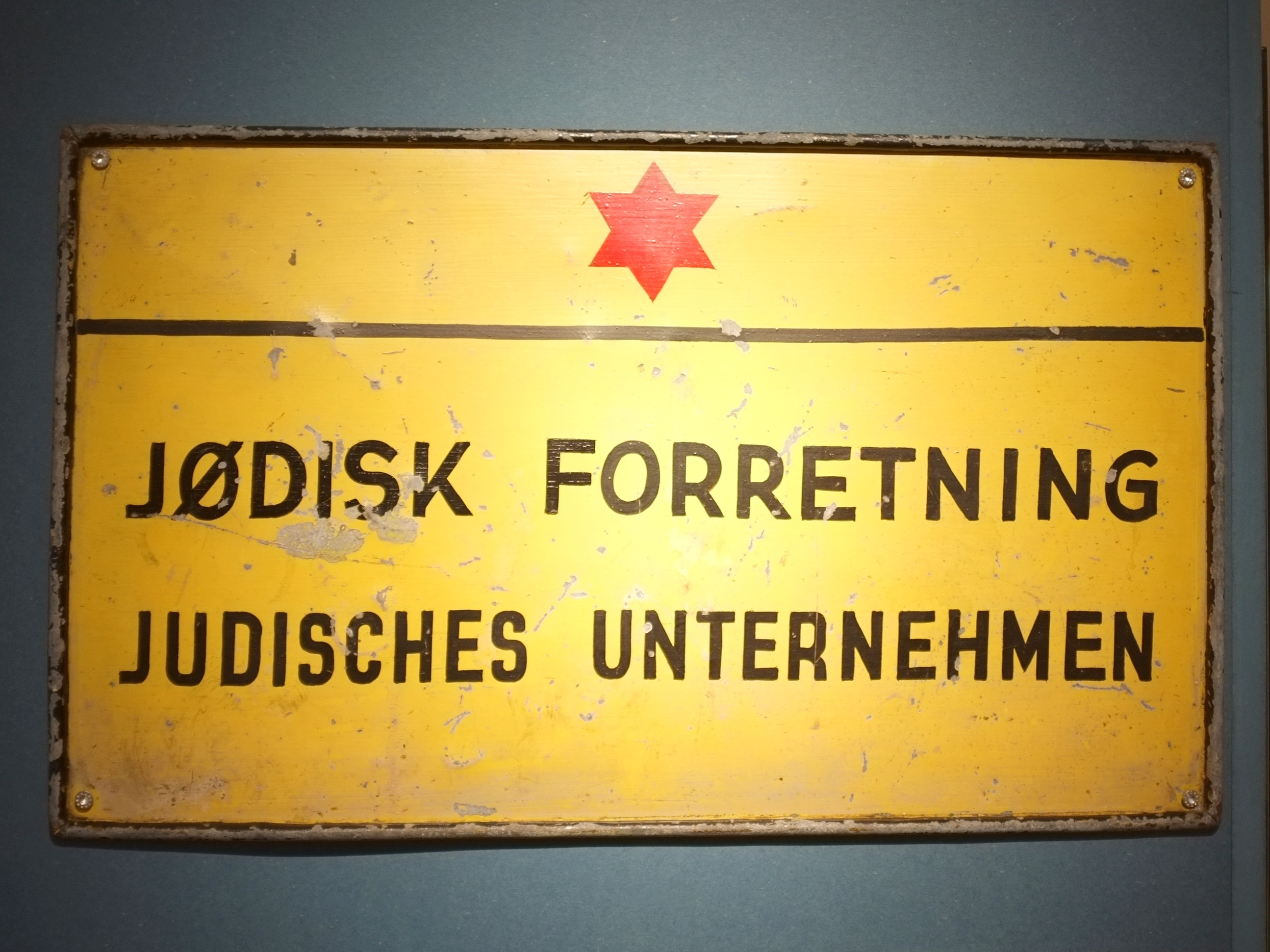
Zweisprachiges Schild: Jüdisches Unternehmen

Am 10. Mai 1940 befahl Kriminalkommissar Wilhelm Esser der Polizei von Oslo die Radiogeräte der jüdischen Norweger zu beschlagnahmen. Dabei verschaffte sich die Besatzungsbehörde einen ersten Überblick auf die jüdischen Bevölkerung, genauere Zahlen und grobe Schätzungen des „Judenkapitals“ wurden im Juni 1941 zusammengestellt. Im Frühling wurden einige Geschäfte und Büros in Kristiansand, Moss und Fredrikstad mit zweisprachigen Schildern als jüdisch gekennzeichnet. Nach Protesten aus der Bevölkerung wurden die Schilder wieder entfernt.
Am 21. April 1941 wurde die Synagoge in Trondheim von deutschen Truppen besetzt und von da an zur Unterbringung durchziehender Truppen genutzt. Als der lokale antisemitische Gestapo-Kommandeur Gerhard  Flesch im Herbst 1941 von Bergen nach Trondheim versetzt worden war, ließ er dort jüdische Geschäfte beschlagnahmen und einige Eigentümer verhaften, die ins Strafgefangenenlager Falstad gebracht wurden. In Oslo kam es aufgrund von antisemitischer Propaganda zu Schmierereien an Schaufenstern.
Im Herbst 1941 forderte der Justizminister Sverre Riisnæs von den lokalen Behörden eine Auflistung allen jüdischen Grundbesitzes an und verfügte ein Zulassungsverbot für jüdische Rechtsanwälte und die Entlassung von jüdischen Angestellten aus dem öffentlichen Dienst. Am 10. Oktober 1941 wurde die Polizei vom Leiter der deutschen Sicherheitspolizei angewiesen, die Ausweise von Juden mit einem roten “J” zu kennzeichnen; dieses wurde zum 1. März 1942 verpflichtend eingeführt.
Als am 22. Oktober 1942 ein norwegischer NS-Milizionär der Hird getötet wurde und eine Gruppe von Juden nach Schweden fliehen wollte, wurde am nächsten Tag, der § 39 des Strafgesetzes auf Juden ausgeweitet. Die lokalen Polizeikräfte erhielten am 25. Oktober den Befehl, alle männlichen Juden ab 15 Jahren am Folgetag zu verhaften und das Vermögen einzuziehen. Bei der Beschlagnahmung war insbesondere auf Wertpapiere, Beteiligungen, Juwelen und Geld zu achten. Bankkonten wurden gesperrt und Schließfächer geleert. Für die Unternehmen der Inhaftierten oder Geflüchteten wurden arische Verwalter bestellt und einem norwegischen Liquidationsbüro unterstellt. Damit wollte die norwegische Regierung verhindern, dass das Vermögen von den Deutschen beschlagnahmt werden konnte. Diese hatten zuvor in Nordnorwegen seit 1941 eine solche Verwaltungsstelle eingeführt. Am 26. Oktober 1942 wurde nachträglich ein Gesetz verabschiedet, das das norwegische Vorgehen legalisierte. Gold, Silber, Juwelen und Uhren mussten trotzdem an die Deutschen ausgehändigt werden. Einiges Vermögen konnten norwegische Freunde von Inhaftierten oder Geflüchteten vor dem staatlichen Zugriff retten, worauf Haftstrafen von 6 Jahren drohten.
Das Norwegische Büro für die Liquidierung jüdischen Vermögens verkaufte einen Teil davon relativ billig an Angehörige der norwegischen NS-Bewegung. Bis zum Kriegsende war die Liquidation noch nicht beendet.

## Restitution
Nach dem Krieg hatten alle Norweger, denen Eigentum entzogen worden war, gleiche Entschädigungsrechte gegen den norwegischen Staat. Aufgrund der knappen Finanzen wurden progressive Abschläge auf den Vermögenswert vorgenommen und eine Wiederaufbaukomponente belastete Familien, die Angehörige verloren hatten, weil diese nicht mehr am Wiederaufbau mitarbeiten würden. Dies belastete insbesondere die jüdischen Überlebenden, die auch große Schwierigkeiten hatten, den Tod ihrer Angehörigen und die Erbfolge nachzuweisen. Die Erstattungen zogen sich so bis 1987 hin, der Gesamtaufwand war dabei höher als die Gesamterstattung.
Im März 1996 wurde vom Justizministerium ein Ausschuss eingesetzt, der die Angelegenheit überprüfte. Während sich die Mehrheit von fünf Mitgliedern im Abschlussbericht vom Juni 1997 mit der Prüfung der Buchhaltungsunterlagen zufriedengab, wurde durch die Psychologin Berit Reisel und den Historiker Bjarte Bruland ein Minderheitenvotum abgegeben. Aufgrund dieses Votums führte die Regierung unter Premierminister Torbjørn Jagland eine weitere umfangreiche Entschädigung in Höhe von 450 Millionen Norwegischen Kronen durch und entschuldigte sich offiziell bei der jüdischen Gemeinde. Das gewählte Verfahren diente in anderen europäischen Ländern als Modell und die norwegische Regierung erhielt 1999 den Raoul-Wallenberg-Preis.